# Proton AG
Proton AG (anciennement Proton Technologies AG) est une entreprise technologique suisse qui propose des services en ligne centrés sur le respect de la vie privée. Elle a été fondée en 2014 par des scientifiques qui se sont rencontrés au CERN et ont créé Proton Mail,. Le siège social de Proton est situé à Genève, en Suisse,.
Les produits de la société sont Proton Mail, Proton VPN, Proton Calendar, Proton Drive, Proton Pass et Proton Authenticator.

## Histoire
Proton Mail a été lancé en version bêta publique le 16 mai 2014 par des scientifiques qui se sont rencontrés au CERN,. En juin 2017, l'entreprise a lancé son deuxième produit : ProtonVPN.
En avril 2022, Proton a acquis la startup française SimpleLogin. En avril 2024, c'est Standard Notes qui rejoint l'aventure.

### Gouvernance et structure
En juin 2024, Proton AG a annoncé une réorganisation visant à renforcer son engagement envers la protection de la vie privée et son indépendance. La société a été placée sous le contrôle de la Proton Foundation, une organisation à but non lucratif créée pour superviser ses activités. Cette transition permet à la fondation de devenir l’actionnaire majoritaire, tout en laissant Proton AG fonctionner comme une entité commerciale à part entière. Cette structure garantit que l’entreprise peut poursuivre ses activités sans dépendre de financements externes ou de partenariats commerciaux susceptibles de compromettre sa mission. Parmi les membres du conseil d’administration de la Proton Foundation figure notamment Tim Berners-Lee, inventeur du World Wide Web.

## Produits

### Proton Mail
Proton Mail a été lancé le 16 mai 2014 en version bêta en tant que service de messagerie chiffré de bout en bout, un an après son financement participatif (crowdfunding). Proton Mail 2.0 a été lancé le 14 août 2015, avec une base de code réécrite et devenant open source.

### Proton VPN
Plus d'un an après son financement participatif (crowdfunding), Proton a lancé Proton VPN le 22 mai 2017 : un services VPN sécurisé. Le service, établi en Suisse, applique une politique de non-journalisation (no logs) et offre une protection contre les fuites d'adresses IP par DNS et WebRTC. Il est accessible en ligne via Tor, le Clearnet, et ses applications mobiles.
Le 21 janvier 2020, Proton a annoncé que Proton VPN est désormais open source pour permettre à des experts en sécurité indépendants de l'analyser. Proton VPN devient ainsi le premier service VPN open source et annonce simultanément qu'un audit de sécurité indépendant a été réalisé,.
En date du 6 juillet 2022, Proton VPN compte 1786 serveurs répartis dans 63 pays, tous détenus et gérés par Proton.

### Proton Calendar
Lancé en version bêta publique le 30 décembre 2019, Proton Calendar est une application de calendrier entièrement chiffrée. Depuis le 14 avril 2021, il est disponible pour tous les utilisateurs de Proton Mail,,.

### Proton Drive
Lancé en version bêta publique le 16 novembre 2020, Proton Drive est une solution de stockage cloud avec chiffrement de bout en bout. Depuis le 17 juin 2021, il est disponible pour les abonnés payants de Proton Mail.

### SimpleLogin

Logo SimpleLogin

SimpleLogin est un service open source qui permet aux utilisateurs d'utiliser des alias de messagerie pour protéger leur confidentialité en ligne et protéger leur boîte de réception principale contre les attaques de spam et d'hameçonnage. Le service permet aux utilisateurs de créer et d'utiliser plusieurs alias de messagerie pour recevoir des e-mails de manière anonyme et envoyer des e-mails à partir de leurs alias. SimpleLogin fournit également des fonctionnalités de sécurité supplémentaires telles que le cryptage PGP et l'authentification à deux facteurs. Le service est entièrement open source et peut être utilisé sur diverses plateformes, notamment le Web, les applications mobiles et les extensions de navigateur.
SimpleLogin a été acquis par Proton début 2022,. La fonctionnalité SimpleLogin est intégrée à Proton Mail, Proton Pass et subtilement à l'ensemble de l'écosystème, permettant à la communauté Proton de masquer ses adresses e-mail avec SimpleLogin. Proton a déclaré que SimpleLogin continuera à fonctionner comme un service autonome et que l'équipe SimpleLogin continuera d'ajouter de nouvelles fonctionnalités.

### Proton Pass
Proton Pass est un gestionnaire de mots de passe open source. Il offre un chiffrement de bout en bout pour sécuriser les mots de passe et les identités des utilisateurs. Il propose des fonctionnalités comme la génération de mots de passe sécurisés, le remplissage automatique et des alias d'email pour protéger l'identité des utilisateurs.
Le 29 février 2024, Proton a enrichi son offre avec une version pour Windows, offrant une intégration totale et un accès hors ligne aux identifiants,.

### Standard Notes
Standard Notes est une application de prise de notes chiffrée de bout en bout, dont l'acquisition par Proton a été annoncée le 10 avril 2024,. L'application et le service devaient être intégrés à l'offre de Proton dans les mois suivants.

### Proton Wallet
Proton Wallet est un portefeuille de cryptomonnaie open-source avec un chiffrement de bout en bout pour garantir que personne d'autre n'ait accès aux clés de chiffrement de portefeuille.

## Sites et sécurité
Proton Mail et Proton VPN sont tous deux installés en Suisse pour éviter toute surveillance[Pas dans la source] ou demande d'information de la part de pays faisant partie de l'alliance Fourteen Eyes, et/ou soumis à des lois de surveillance gouvernementale comme le Patriot Act des États-Unis ou en dehors des limites de la loi.[réf. nécessaire]
Ils sont également situés en Suisse en raison de ses lois strictes en matière de protection de la vie privée.

## Centres de données

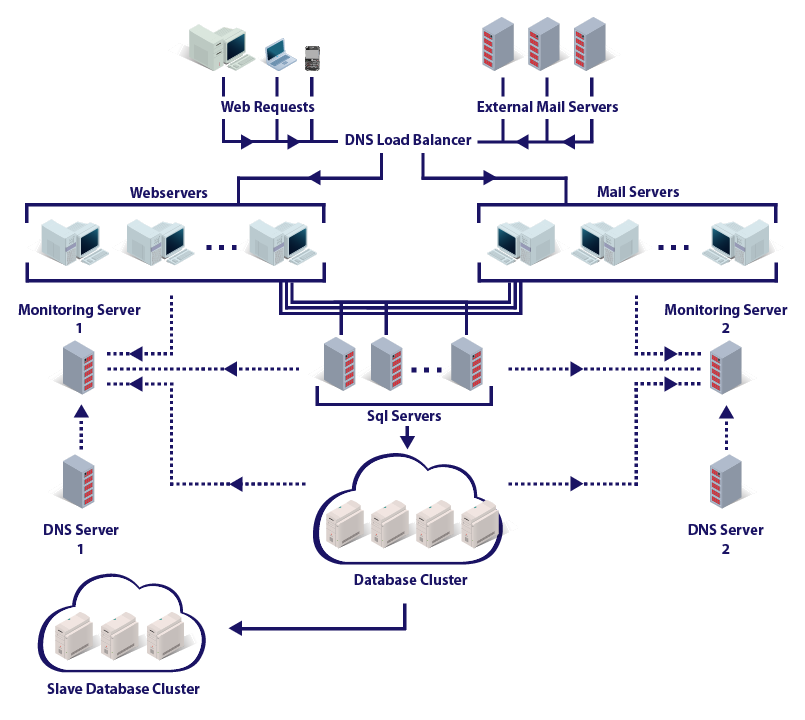
Architecture d'un centre de données Proton.

Proton gère et possède son propre équipement de serveur et son propre réseau pour ne pas avoir recours à un tiers. L'entreprise dispose de deux centres de données, l'un à Lausanne et l'autre à Attinghausen (dans l'ancien bunker militaire K7 sous 1 000 mètres de roche de granit), en tant que sauvegarde,,. Les centres de données étant situés en Suisse, ils sont juridiquement hors de la juridiction des  États-Unis et de l'Union européenne. En vertu du droit suisse, toutes les demandes de surveillance émanant de pays étrangers doivent passer par un tribunal suisse et sont soumises aux traités internationaux. Les potentielles cibles de surveillance sont rapidement averties et peuvent faire appel de la demande devant les tribunaux[réf. nécessaire].
Chaque centre de données utilise l'équilibrage de charge entre les serveurs web, mail et SQL, une alimentation électrique de secours, des disques durs avec chiffrement complet du disque et l'utilisation exclusive de Linux et d'autres logiciels open source. En décembre 2014, Proton a rejoint le RIPE NCC dans le but d'avoir un contrôle plus direct sur l'infrastructure internet environnante.

## Financement
À l'origine, l'entreprise Proton a été financée par financement participatif. Elle est désormais financée par des abonnements payants à ses services, mais elle est aussi partiellement financée par la FONGIT (Fondation genevoise pour l'innovation technologique), une fondation à but non lucratif elle-même financée par la Commission fédérale suisse pour la technologie et l'innovation qui est une division du gouvernement suisse. En mars 2021, Proton confirme que les actions détenues par Charles Rivers Ventures ont été transférées au FONGIT.